# SMIM29
SMIM29 (англ. Small integral membrane protein 29) – білок, який кодується однойменним геном, розташованим у людей на 6-й хромосомі. Довжина поліпептидного ланцюга білка становить 159 амінокислот, а молекулярна маса — 17 113.
| 10         |  | 20         |  | 30         |  | 40         |  | 50         |
| ---------- |  | ---------- |  | ---------- |  | ---------- |  | ---------- |
| MYRRKSGWTG |  | CAITCSPCTA |  | MTQLRNCMRL |  | SRSCSLTWET |  | PRWYMAGRVA |
| TSTSGCHCWM |  | SRRDLTPLPH |  | PSEPGVLDCL |  | GPCHLLPLLS |  | PGSPCWVLGL |
| HFSLHPPSAA |  | SASHALTITS |  | LPPGLLPFVG |  | VELTAHPQAL |  | MGRGFPSGMG |
| AAGRHLCFL  |  |            |  |            |  |            |  |            |

A: Аланін

C: Цистеїн

D: Аспарагінова кислота

E: Глутамінова кислота

F: Фенілаланін

G: Гліцин

H: Гістидин

I: Ізолейцин

K: Лізин

L: Лейцин

M: Метіонін

N: Аспарагін

P: Пролін

Q: Глутамін

R: Аргінін

S: Серин

T: Треонін

V: Валін

W: Триптофан

Секретований назовні.